# Henry Hughes Wilson

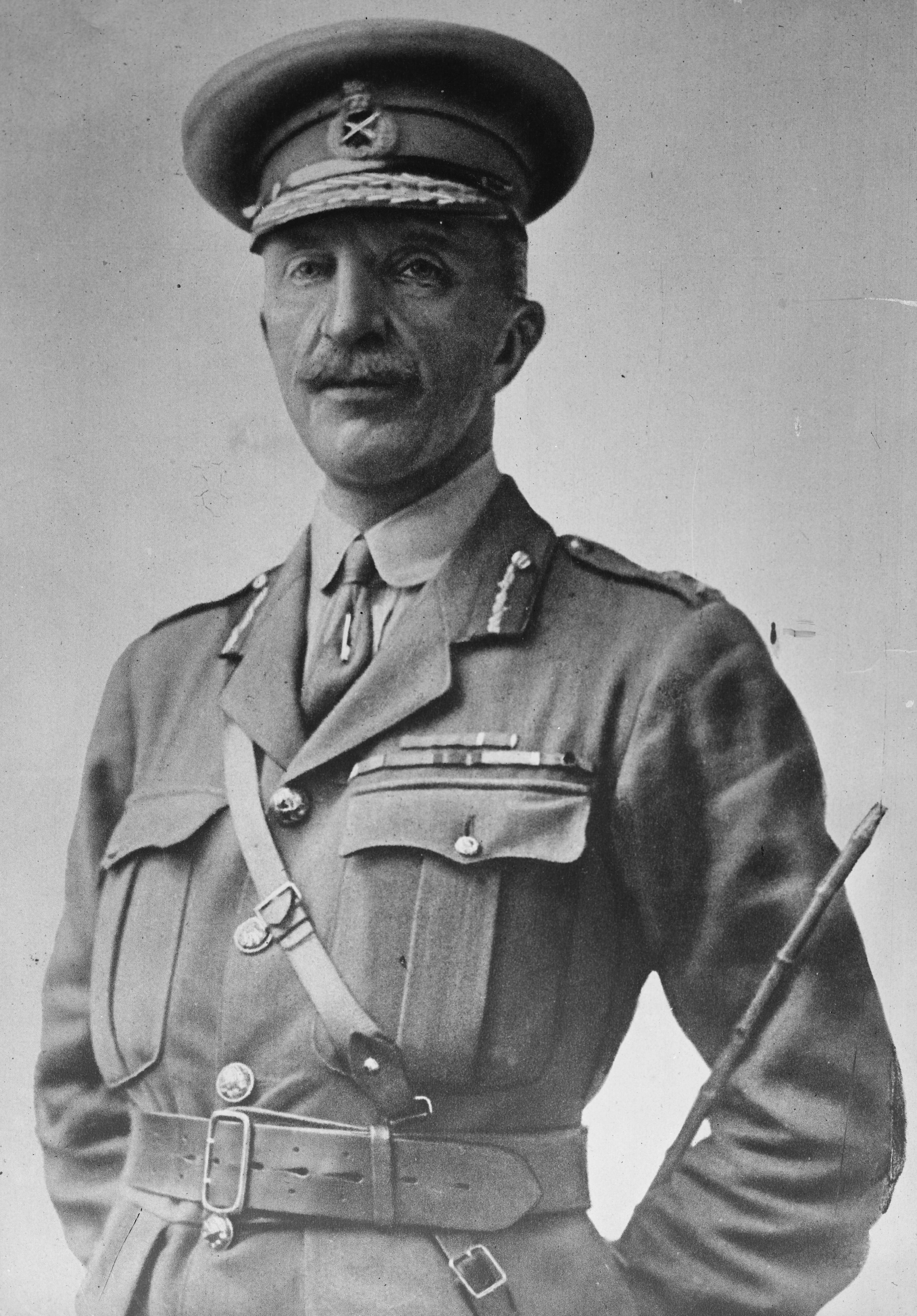
Henry Hughes Wilson

Sir Henry Hughes Wilson (5 mei 1864 - 22 juni 1922) was een Britse veldmaarschalk en een conservatief politicus.
Hij volgde in 1910 generaal James Grierson op als directeur-operaties van het War Office.
In die hoedanigheid beloofde hij de Belgische regering 160.000 soldaten bij een aanval van het Duitse leger. Tijdens de Eerste Wereldoorlog was hij de belangrijkste verbindingsofficier tussen Frankrijk en Groot-Brittannië. Hij bouwde in de loop der jaren een hechte vriendschap op met de Franse maarschalk Ferdinand Foch. Met diens collega Philippe Pétain kon Wilson minder goed overweg. Hij beëindigde de oorlog als adviseur van premier Lloyd George en was aanwezig bij de onderhandelingen die zouden uitmonden in de Vrede van Versailles. Wilson kwam om bij een aanslag door leden van de IRA.